# Плиацикас, Филиппос
Филиппос Плиацикас (греч. Φίλιππος Πλιάτσικας) — греческий музыкант, певец, автор лирики и композитор; бывший фронтмен группы «Пикс Лакс», в настоящее время выступает сольно.

## Творческая биография
Филиппос Плиацикас родился в Афинах, куда родители переехали из посёлка Агиа в Центральной Греции и поселились в одном из беднейших районов города Каминия. Музыкой начал заниматься с 12 лет. Был знаком с Бабисом Стокасом, Маносом Ксудасом. Наибольшее влияние на Плиацикаса в ранние годы оказали группы «Пинк Флойд» и «Айрон Мэйдэн», а позже — музыка Микиса Теодоракиса и Йоргоса Далараса. Сочетание их музыки в значительной степени сформировало звучание коллектика «Пикс Лакс», одним из основателей которого Плиацикас стал в 1989 году. В его составе он написал такие хиты, как «I Palies Agapes Pane Sto Paradeiso» (греч. Οι Παλιές Αγάπες Πάνε Στο Παράδεισο), «Monaxia Mou Ola» (греч. Μοναξιά Μου Όλα), «Epapses Agapi Na Thimizeis» (греч. Έπαψες αγαπη να θυμιζεις) и другие. Его сольная карьера началась в 2004 году после распада группы, а сольные альбомы имели значительный успех в Греции, получив золотой и платиновый статус.
За годы музыкальной карьеры Филиппос Плиацикас сотрудничал с группой R.E.M. и такими артистами, как Стинг, Эрик Бурдон, Марк Алмонд, Стив Винн, Гордон Гано, Харис Алексиу, Харис и Панос Катсимихас, Дионисис Цакнис, Василис Казулис, Никос Портокалоглу, Василис Каррас, Димитрис Митропанос и др. Он также принял участие во многих фестивалях в Греции и за рубежом. В течение 2005—2006 годов, сотрудничая с Лаврентисом Махерицасом и Дионисосом Цакнисом, гастролировал по городам Греции. Завершением двухлетнего тура стал концерт под названием «25 лет — Наш Рок». Летом 2006 Филиппос принял участие в фестивале «Онэйро Электрикс Нихтас», путешествуя по всей Греции с Манолисом Фамеллосом, ONAR (в составе группы — Лефтерис Плиацикас — родной брат Филиппоса), Теодорисом Котакосом. Того самого года он дал концерт на сцене афинского Мегаро Мусикис, в качестве приглашенных артистов также выступили Стафис Дрогосис, Евстафия, Лаврентис Махерицас, Василис Казулис, Дионисис Цакнис, Феодосия Цацу.
Весной 2007 года Филиппос Плиацикас выпустил один из самых успешных альбомов в сольной карьере под названием «Омниа». Альбом быстро получил статус платинового. Состоялись несколько живых концертов, в том числе на арене афинского «Ликавита» в сопровождении оркестра ERT. Их посетили более 22 тыс. фанатов. Зимой 2008 года он гастролировал по городам Греции и Кипра с Василисом Казулисом. Эти совместные выступления посетили около 100 тыс. человек.
В 2009 году Плиацикас выпустил свой второй сольный альбом «Балеринас Эпитрепонте», который представил в европейском туре в городах Лондон, Лестер, Дюссельдорф, Франкфурт, Штутгарт, Мюнхен, Брюссель, Амстердам, Никосия и Лимасол. В том же году он начал свой летний тур на стадионе Караискаки совместно с Шинейд О’Коннор и приглашёнными звездами Maraveyal Illegal, Гордоном Гано и MC Yinka.
В конце 2010 года состоялся релиз альбома «Тин Алитейа По На», который распространялся бесплатно через сеть Интернет — впервые в греческой музыкальной индустрии. Альбом составили 15 треков. В 2011 группа «Пикс Лакс» воссоединилась, отыграв серию концертов, что стало значительным музыкальным событием года в Греции. Концерт на Олимпийском стадионе в Афинах собрал 80 тыс. фанатов, а на стадионе Кафтанзоглио в Салониках — 50 тыс. Тур «Пикс Лакс» завершился тремя концертами в Америке (Нью-Йорк, Чикаго, Бостон) и концертом в Канаде (Торонто).
В марте 2012 Филиппос выпустил очередной альбом под названием «Просокси сто Кено». Песня «Поу на паме» имела оглушительный успех. Летний концертный тур начался 30 мая. Вместе с Плиацикасом выступала Элеонора Зуганели. Зимой 2012—2013 гг. Филиппос Плиацикас выступал совместно с Никосом Портокалоглу в афинском клубе GAZOO. Своё сотрудничество музыканты продолжают и летом 2013 года. В конце сентября 2013 года компания «Филгуд Рэкордз» объявила о сотрудничестве с Плиацикасом. Филиппос Плиацикас в сотрудничестве с «Филгуд Рэкордз» готовит к выпуску новый альбом «Зе азе сайд оф блю» (англ. The Other Side Of Blue), в который войдут новые песни и концертные записи из большого шоу под названием «Зе азе сайд оф Грис» (англ. The Other Side Of Greece, греч. З Άλλη Πλευρά της Ελλάδας), которое певец представит в Европе в ближайшие месяцы. Первый период этого тура будет проходить с октября по ноябрь 2013 года и включает в себя выступления в Великобритании (Лондон), Франции (Париж), Голландии (Амстердам), Бельгии (Брюссель) и Германии (Дюссельдорф). Второй период тура запланирован на 2014 год, концерты состоятся в России и Турции. Первая из новых песен альбома начнёт транслироваться по радио уже в октябре, опережая альбом (двойной си-ди и ди-ви-ди), который будет выпущен в начале 2014 года. В этом грандиозном туре выступления Филиппоса Плиацикаса будут сопровождать такие известные греческие исполнители как Элеонора Зуганели, Никос Портокалоглу, Бабис Стокас.

## Сольная дискография
- 2002: Эна Врохеро Такси (Ena Vrohero Taxi)
- 2005: Ти Ден Эмате о Теос (Ti Den Emathe O Theos)
- 2006: Таксидевонтас ме аллон ихо (Taxidevontas Me Allon Iho)
- 2007: Омниа (Omnia)
- 2009: Белларинес эпитрепонте (Ballarines Epitreponte)
- 2010: Тин алитейа но по (Tin Alitheia Na Po)
- 2012: Просокси сто Кено (Prosoxi Sto Keno)